# ケヴィン・ペッツォーニ
ケヴィン・ペッツォーニ（Kevin Pezzoni, 1989年3月22日 - ）は、ドイツ出身の元サッカー選手。現役時代のポジションはMF、DF。イタリアにルーツを持つ。

## 来歴

### クラブ
SVダルムシュタット98、アイントラハト・フランクフルト、ブラックバーン・ローヴァーズFCのユースを経て、2008年1月にドイツ・ブンデスリーガの1.FCケルンに入団。
2012年2月、ファンから暴行を受け鼻骨を折る怪我をした。同年9月、一部のファンから自宅への襲撃を含む度重なる侮辱や脅迫を受けたことが原因でクラブとの契約を解消したことを発表した。
同年12月21日、2. ブンデスリーガのFCエルツゲビルゲ・アウエと2014年6月30日までの1年半契約を結んだ。

### 代表
年代別のドイツ代表を経験。U-19代表では主将を務めた。